# Magnolia multiflora
Magnolia multiflora là một loài thực vật có hoa trong họ Magnoliaceae. Loài này được M.C.Wang & C.L.Min mô tả khoa học đầu tiên năm 1992.